# Rhymes Music
Rhymes Music — музыкальный лейбл сообщества «Рифмы и Панчи», основанный в 2011 году.

## История
В 2011 году Римом Ясавиевым был основан лейбл «Rhymes Booking». Изначально это была музыкальная компания, занимающаяся продвижением музыкальных артистов в медиа-сфере. 13 июля 2017 года предприятие было переименовано в «Rhymes Music» и официально зарегистрировано как лейбл, директором которого является Рим Ясавиев, а учредителем Михаил Паньшин. На данный момент лейбл является одним из самых крупных издателей в России.
В 2018 году была основана группа «Френдзона», почти сразу Паньшин подписал группу на свой лейбл. Долгое время считалось, что Михаил является продюсером группы, однако сами участники группы этого не подтверждали, но заявили, что Паньшин действительно помогал группе в раскрутке. С того же года лейбл занимается организацией концертов.
В 2021 на лейбл составили протокол о пропаганде наркотиков в треках Моргенштерна и Элджея, однако суд не стал рассматривать дело. В том же году продюсер Тимы Белорусских подала в арбитражный суд на лейбл из-за публикации на сайте «Rhymes Music» песен и клипов артиста.
В 2022 году был основан саб-лейбл «SAVAGE$TATION» направленный на иностранную аудиторию с жанрами гиперпоп, фонк и трэп.

## Артисты лейбла

### Действующие исполнители[13]
- Дора
- Дети Rave
- Ганвест
- By Индия
- Мукка
- Кис-кис
- Pyrokinesis
- Sqwoz Bab
- Ivan Valeev
- Мэйби Бэйби
- Aikko
- Playingtheangel
- Полматери
- DLB
- Aleks Ataman & Finik
- Bodiev
- Xassa
- Lxner
- Quiizzzmeow
- Руслан Утюг
- Xmax
- Pokrapiva
- Лорен
- Kvestar
- Finik
- 4Etvergov
- Betsy

### Бывшие исполнители[14]
- «Френдзона»
- Алёна Швец
- Soda Luv
- Галат
- Мэйклав
- Тима Белорусских
- Ramil’
- Егор Натс
- Yung Trappa
- Твоя молодость
- 044 Rose
- Джизус
- Sеув.D
- Rickey F
- Грязный Рамирес
- «Папин Олимпос»
- Чистая муть
- Asper X